# 5-я Виленская бригада (Армия Крайова)
5-я Виленская бригада Армии Крайова (также известная как «Бригада смерти») была сформирована в сентябре 1943 года. Она входила в состав польской организации антинацистского сопротивления Армии Крайова, действовавшей в Вильнюсском районе во время Второй мировой войны. Главным командиром бригады был майор Зыгмунт Шендзеляж по кличке Лупашко.
Во время германской оккупации Польши бригада оказалась в особенно трудных условиях, столкнувшись с тремя разными противниками; германские нацисты, литовские части, которые с ними сотрудничали, а также некоторые советские партизаны, которые также воевали против частей Армии Крайовой в этом регионе. В июле 1944 года бригада насчитывала около 500 партизан.
Также бригада принимала участие в операции «Буря».
20 июня 1944 бригада провела карательную акцию в литовском селе Дубинки, в ходе который было убито не менее 20 человек.
После бригада вошла в состав 1-го Объединения виленского округа АК. В операции «Острая брама» бригада не приняла участия из-за того, что командир отказался выполнять приказ, предчувствуя гибель своих солдат если не от немцев, то от НКВД.
23 июля 1944 года при выходе из германо-советского окружения через Гродно в гродненских лесах бригада была расформирована.